# Premyer Liqası 2013-2014
La Premyer Liqasi 2013-2014 (chiamata anche Unibank Premyer Liqasi per motivi di sponsorizzazione) è stata la 22ª edizione della massima serie del campionato di calcio azero. La stagione è iniziata il 3 agosto 2013 e si è conclusa il 17 maggio 2014. Il Qarabağ ha vinto il titolo per la seconda volta nella sua storia.

## Novità
Il Turan e il Kəpəz sono retrocessi nella stagione 2012-2013. Il formato del campionato è cambiato per un totale di 10 squadre partecipanti, quindi non ci sono state promozioni dalla Birinci Dasta 2012-2013.

## Regolamento
Il campionato prevede la disputa di un doppio girone di andata e ritorno, per un totale di 36 giornate.
La squadra campione di Azerbaigian è ammessa al secondo turno di qualificazione della UEFA Champions League 2014-2015.

La seconda e la terza classificata sono ammesse al primo turno di qualificazione della UEFA Europa League 2014-2015.

L'ultima classificata retrocede direttamente nella Birinci Dasta, invece la penultima sfida la seconda classificata del campionato di Birinci Dasta per ottenere l'ultimo posto disponibile nella massima serie.

## Squadre partecipanti
| Club           | Città    | Stadio                          | Posizione 2012-2013 |
| -------------- | -------- | ------------------------------- | ------------------- |
| AZAL           | Baku     | AZAL Arena                      | 7º posto            |
| FK Baku        | Baku     | Stadio Tofiq Bəhramov           | 5º posto            |
| İnter Baku     | Baku     | Şəfa Stadionu                   | 3º posto            |
| Neftçi Baku    | Baku     | Bakcell Arena                   | Campione azero      |
| Qəbələ         | Qəbələ   | Şəhər Stadionu                  | 6º posto            |
| Qarabağ        | Ağdam    | Quzanlı Olimpiya Stadionu       | 2º posto            |
| Rəvan Baku     | Baku     | Bayıl Arena                     | 8º posto            |
| Simurq         | Zaqatala | Zaqatala City Stadium           | 4º posto            |
| Sumqayıt       | Sumqayıt | Mehdi Hüseynzadə Stadionu       | 10º posto           |
| Xəzər-Lənkəran | Lankaran | Xəzər Lənkəran Mərkəzi Stadionu | 9º posto            |

## Classifica finale
|                        | Pos. | Squadra        | Pt | G  | V  | N  | P  | GF | GS | DR  |
| ---------------------- | ---- | -------------- | -- | -- | -- | -- | -- | -- | -- | --- |
| Azerbaigian (bandiera) | 1.   | Qarabağ        | 72 | 36 | 21 | 9  | 6  | 66 | 21 | +45 |
|                        | 2.   | İnter Baku     | 67 | 36 | 20 | 7  | 9  | 60 | 37 | +23 |
|                        | 3.   | Qəbələ         | 61 | 36 | 18 | 7  | 11 | 48 | 36 | +12 |
|                        | 4.   | Neftçi Baku    | 60 | 36 | 17 | 9  | 10 | 48 | 42 | +6  |
|                        | 5.   | Baku           | 57 | 36 | 16 | 9  | 11 | 53 | 43 | +10 |
|                        | 6.   | Xəzər-Lənkəran | 49 | 36 | 12 | 13 | 11 | 44 | 49 | -5  |
|                        | 7.   | Simurq         | 46 | 36 | 11 | 13 | 12 | 35 | 28 | +7  |
|                        | 8.   | AZAL           | 31 | 36 | 6  | 13 | 17 | 29 | 49 | -20 |
|                        | 9.   | Sumqayıt       | 25 | 36 | 5  | 10 | 21 | 27 | 61 | -34 |
|                        | 10.  | Rəvan Baku     | 22 | 36 | 4  | 10 | 22 | 22 | 66 | -44 |

Legenda:

      Campione d'Azerbaigian e ammessa ai preliminari della UEFA Champions League 2014-2015

      Ammesse alla UEFA Europa League 2014-2015

      Retrocessa in Birinci Dasta 2014-2015

## Risultati
|                | AZA     | Bak     | İBa     | Nef     | Qəb     | Qar     | Rəv     | Sim     | Sum     | Xəz     |
| -------------- | ------- | ------- | ------- | ------- | ------- | ------- | ------- | ------- | ------- | ------- |
| AZAL Baku      | ––––    | 1-0 1-2 | 0-2 1-3 | 2-1 0-0 | 1-2     | 1-1 0-2 | 2-1 0-0 | 1-1 0-2 | 1-0 2-2 | 1-3 2-2 |
| Baku           | 2-2 1-0 | ––––    | 0-1 0-4 | 3-0 2-0 | 1-2 1-1 | 2-1 0-0 | 5-0 5-1 | 3-2 2-1 | 1-0 0-0 | 3-0 2-2 |
| İnter Baku     | 1-2 2-1 | 2-2 1-1 | ––––    | 3-1 2-1 | 0-1 0-0 | 1-2 0-3 | 3-2 3-0 | 1-2 0-0 | 2-0     | 0-0 3-0 |
| Neftçi Baku    | 4-1 2-1 | 2-1 1-0 | 3-1 2-2 | ––––    | 2-1 1-2 | 0-0 1-4 | 2-1     | 1-0 3-0 | 0-0 1-3 | 4-1 1-0 |
| Qəbələ         | 1-0 0-0 | 2-0 3-1 | 3-2 1-4 | 1-2     | ––––    | 0-1     | 3-0 0-0 | 2-1 1-0 | 2-0 3-1 | 2-0 2-3 |
| Qarabağ        | 0-1 2-1 | 3-0 4-0 | 2-0 4-1 | 3-1 1-1 | 4-3 3-0 | ––––    | 0-0 5-1 | 0-0     | 5-1 3-0 | 2-0 0-1 |
| Rəvan Baku     | 0-0 1-0 | 0-0 2-3 | 1-5 1-2 | 0-2 0-1 | 0-1 1-2 | 1-1 0-2 | ––––    | 0-3 1-0 | 1-1     | 1-1 2-1 |
| Simurq         | 3-0 0-0 | 0-3 0-1 | 0-1     | 0-0     | 0-0     | 0-0 1-0 | 2-0     | ––––    | 3-1 4-0 | 1-2 2-2 |
| Sumqayıt       | 0-0 2-1 | 1-2 1-1 | 0-2 0-1 | 1-2 2-0 | 2-1 0-3 | 0-3 1-0 | 0-1 1-1 | 0-1 1-1 | ––––    | 1-1 0-1 |
| Xəzər-Lənkəran | 1-1     | 2-1 0-2 | 0-1 1-1 | 0-0 2-2 | 0-0 1-0 | 0-3 2-1 | 1-0 4-0 | 0-0 1-3 | 4-3 4-1 | ––––    |

## Classifica marcatori
| Gol |  |  | Giocatore          | Squadra        |
| --- |  |  | ------------------ | -------------- |
| 22  |  |  | Reynaldo           | Qarabağ        |
| 14  |  |  | Vaqif Cavadov      | İnter Baku     |
| 13  |  |  | Dragan Ćeran       | Simurq         |
| 12  |  |  | Danijel Subotić    | Qəbələ         |
| 11  |  |  | Mbilla Etame       | Xəzər-Lənkəran |
| 10  |  |  | Bachana Tskhadadze | İnter Baku     |
| 9   |  |  | Rauf Əliyev        | FK Baku        |
| 9   |  |  | Leroy George       | Qarabağ        |
| 8   |  |  | Chumbinho          | Qarabağ        |
| 8   |  |  | Lorenzo Ebecilio   | Qəbələ         |
| 8   |  |  | Nildo              | Xəzər-Lənkəran |
| 8   |  |  | Əfran İsmayılov    | FK Baku        |
| 8   |  |  | Will John          | AZAL           |

## Verdetti
- Campione:  Qarabağ
- Qualificato ai preliminari della UEFA Champions League:  Qarabağ
- Qualificate alla UEFA Europa League:  İnter Baku,  Qəbələ e  Neftçi Baku
- Retrocesse in Birinci Dasta:  Rəvan Baku